# Schans (Ell)
Schans (Limburgs: De Sjans) is een buurtschap bij Ell in de gemeente Leudal, in de Nederlandse provincie Limburg. Tot 2007 viel deze onder de toenmalige gemeente Hunsel. Het is een van de twee buurtschappen binnen de gemeente Leudal met deze naam; de andere ligt bij Roggel (Schans).
Schans ligt vlak ten noorden van Ell en bestaat uit twee straten: de Kampstraat en de Busstraat. Er bevindt zich een aantal boerderijen, het woonwagenkamp Schansbeemden en het sportpark Molenveld. Westelijk langs de buurtschap loopt de Tungelroyse Beek. De plaatsnaam Schans komt van de Ellerschans, een laatmiddeleeuws verdedigingswerk waarvan in de buurt nog restanten te vinden zijn.
Dorpen: Baexem · Buggenum · Ell · Grathem · Haelen · Haler · Heibloem · Heythuysen · Horn · Hunsel · Ittervoort · Kelpen-Oler · Neer · Neeritter · Nunhem · Roggel

Buurtschappen: Aan de Bergen · Aan het Broek · Achter het Klooster · Asbroek · Beekkant · Berik · Blenkert · Brumholt · Caluna · Castert · De Horck · Dries · Eiland · Eind · Ellerhei · Gendijk · Geneijgen · Gerhegge · Haelense Broek · Hanssum · Heiakker · Heide (Heythuysen) · Heide (Roggel) · Heioord · Heugde · Hoek · Hollander · Hoogschans · Hoogstraat · De Horck · Kappert · Karreveld · Keizerbos · Kinkhoven · Laak · Maxet · Mortel · Nijken · Op de Bos · Ophoven · Overhaelen · Roligt · Santfort (deels) · Schaapsbrug · Schans (Ell) · Schans (Roggel) · Schillersheide · Smidstraat · Strubben · Uffelse · Venne · Vestjenshoek · Vlaas · Waije

Voormalige gemeenten: Haelen · Heythuysen · Hunsel · Roggel en Neer

Limburg: Steden en dorpen      Nederland: Provincies · Gemeenten